# Edmund Gunter
Edmund Gunter (1581-10 de diciembre de 1626) fue un clérigo y matemático inglés. De familiares descendientes directamente de Gales, estudió en el Christ Church de Oxford y destacó por sus habilidades matemáticas. Llegando a ser profesor de astronomía en el Gresham College, diseñó varios instrumentos de medida. Realizó numerosas aportaciones a la topografía, matemática y astronomía. Sus publicaciones de la época se realizaron en inglés, no en latín como era la costumbre científica al uso en los siglos XVI y XVII.

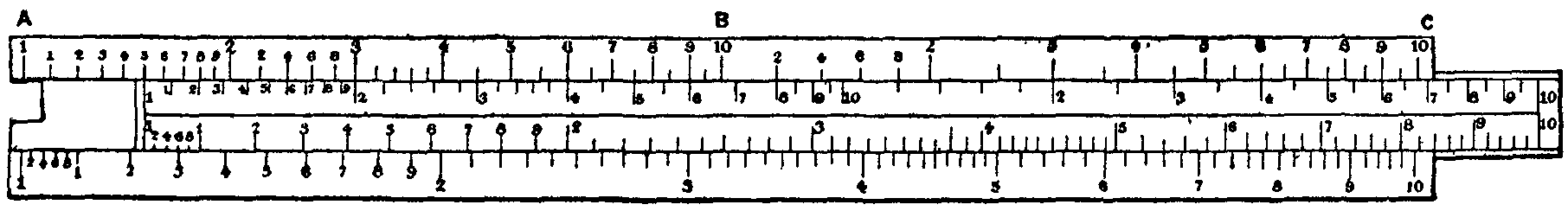
Realizó el diseño de reglas de cálculo logarítmicas.

## Carrera
Las aportaciones que ha realizado a la trigonometría se han aplicado a la topografía. Inventó a lo largo de su carrera diversos instrumentos que han llevado su nombre, como fueron el cuadrante de Gunter (una especie de cuadrante que posee una proyección estereográfica), la escala de Gunter (denominada simplemente 'Gunter' por los marineros), así como la denominada cadena de Gunter (que fue considerada como una unidad de medida en muchos países de habla anglosajona). Fue uno de los primeros científicos en descubrir la existencia de la declinación magnética terrestre.  